# 18675 Аміяміні
18675 Аміяміні (1998 FJ70, 1987 UC8, 1991 RE18, 18675 Amiamini) — астероїд головного поясу, відкритий 20 березня 1998 року.
Тіссеранів параметр щодо Юпітера — 3,388.